# Tercera Federación - Grupo I 2024-25
La temporada 2024-25 del Grupo I de la Tercera Federación de fútbol comenzó el 8 de septiembre de 2024 y finalizó el 11 de mayo de 2025. Posteriormente se disputó la promoción de ascenso entre el 18 de mayo y el 8 de junio en su fase territorial, y para finalizar en su fase nacional entre el 15 y 22 de junio. Se trata de la cuarta edición tras la restructuración de las categorías no profesionales por parte de la RFEF a causa de la pandemia global causada por el Coronavirus; y es la quinta categoría a nivel nacional.

## Sistema de competición
Participan dieciocho clubes encuadrados en un único grupo. Se enfrentan todos contra todos en dos ocasiones -una en campo propio y otra en campo contrario- durante un total de 34 jornadas. El orden de los encuentros se decide por sorteo antes de empezar la competición. La Federación de Fútbol de Galicia es la responsable de designar las fechas de los partidos y los árbitros de cada encuentro, reservando al equipo local la potestad de fijar el horario exacto de cada encuentro.
Una vez finalizada la competición, el primer clasificado asciende directamente a Segunda Federación y se proclama campeón de Tercera Federación.
Los clasificados entre el segundo y el quinto lugar disputan un Play Off territorial en formato de eliminatorias a doble partido ida y vuelta. En caso de empate el vencedor de la eliminatoria es el equipo mejor clasificado. El equipo vencedor de este Play Off se clasifica a la Promoción de ascenso a Segunda Federación que tiene carácter de final interterritorial.
Los tres últimos clasificados descienden directamente a Preferente Autonómica. Puede haber más descensos por arrastre provocados por descensos de superior categoría.

## Ascensos y descensos
| Pos. | Ascendidos a 2ª Federación |
| ---- | -------------------------- |
| 1º   | Bergantiños F. C.          |

| Pos. | Descendidos de 2.ª División RFEF |
| ---- | -------------------------------- |
| 14º  | Racing Villalbés                 |

| Acendidos de Preferente Autonómica | Acendidos de Preferente Autonómica | Acendidos de Preferente Autonómica | Acendidos de Preferente Autonómica |
| Pos.                               | Grupo Norte                        | Pos.                               | Grupo Sur                          |
| ---------------------------------- | ---------------------------------- | ---------------------------------- | ---------------------------------- |
| 1º                                 | C. F. Noia                         | 1.º                                | Villalonga F. C.                   |
| 2º                                 | C. D. Boiro                        | 2.º                                | C. D. Valladares                   |

| Pos. | Descendidos a Preferente Autonómica |
| ---- | ----------------------------------- |
| 15º  | Club Rápido de Bouzas               |
| 16º  | U. D. Paiosaco                      |
| 17º  | Pontevedra C. F. "B"                |
| 18º  | C. S. D. Arzúa                      |

## Equipos

### Listado de equipos
| Equipo                | Localidad            | Estadio                 | Aforo |
| --------------------- | -------------------- | ----------------------- | ----- |
| Alondras C. F.        | Cangas de Morrazo    | O Morrazo               | 3500  |
| Arosa S. C.           | Villagarcía de Arosa | A Lomba                 | 5000  |
| Club Atlético Arteixo | Arteijo              | Ponte dos Brozos        | 2000  |
| U. D. Barbadás        | Barbadás             | Os Carrís               | 1000  |
| Betanzos C. F.        | Betanzos             | Estadio García Hermanos | 5000  |
| C. D. Boiro           | Betanzos             | Barraña                 | 1400  |
| C. D. Estradense      | La Estrada           | Novo Municipal          | 1000  |
| Gran Peña F. C.       | Vigo                 | Barreiro                | 1171  |
| C. F. Noia            | Orense               | Julio Mato              | 1500  |
| U. D. Ourense         | Orense               | O Couto                 | 5600  |
| Polvorín F. C.        | Lugo                 | A Cheda                 | 500   |
| Racing Villalbés      | Villalba             | A Magdalena             | 1872  |
| S. D. Sarriana        | Sarria               | Ribela                  | 600   |
| Silva S. D.           | La Coruña            | A Grela                 | 1000  |
| U. D. Somozas         | Somozas              | Manuel Candocia         | 1000  |
| C. D. Valladares      | Vigo                 | A Gándara               | 400   |
| Villalonga F. C.      | Villalonga           | San Pedro               | 2000  |
| Viveiro C. F.         | Vivero               | Cantarrana              | 1000  |

| Alondras Arosa Atlético Arteixo Barbadás Betanzos Boiro Estradense Gran Peña Noia UD Ourense Polvorín Villalbés Sarriana Silva Somozas Valladares Villalonga Viveiro |

### Equipos por provincia
| N.º | Provincia  | Equipos                                                                             |
| --- | ---------- | ----------------------------------------------------------------------------------- |
| 6   | La Coruña  | Atlético Arteixo, Betanzos, C. D. Boiro, C. F. Noia, Silva y Somozas                |
| 6   | Pontevedra | Alondras, Arosa, Estradense, Celta C-Gran Peña, C. D. Valladares y Villalonga F. C. |
| 4   | Lugo       | Polvorín, Racing Villalbés, Sarriana y Viveiro                                      |
| 2   | Orense     | Barbadás y U.D. Ourense                                                             |

## Clasificación
| Pos. | Equipo                  | Pts. | PJ | G  | E  | P  | GF | GC | Dif. |                                                                          |
| ---- | ----------------------- | ---- | -- | -- | -- | -- | -- | -- | ---- | ------------------------------------------------------------------------ |
| 1    | U. D. Ourense (A, C)    | 74   | 34 | 21 | 11 | 2  | 54 | 20 | +34  | Ascenso a Segunda Federación y Copa del Rey                              |
| 2    | C. D. Estradense        | 60   | 34 | 18 | 6  | 10 | 52 | 37 | +15  | Acceso a Promoción de Ascenso a Segunda Federación                       |
| 3    | S. D. Sarriana (A)      | 59   | 34 | 18 | 5  | 11 | 66 | 48 | +18  | Acceso a Promoción a Segunda Federación con Ascenso a Segunda Federación |
| 4    | Racing Villalbés        | 58   | 34 | 16 | 10 | 8  | 40 | 28 | +12  | Acceso a Promoción de Ascenso a Segunda Federación                       |
| 5    | C. F. Noia              | 55   | 34 | 14 | 13 | 7  | 42 | 31 | +11  | Acceso a Promoción de Ascenso a Segunda Federación                       |
| 6    | Arosa S. C.             | 55   | 34 | 15 | 10 | 9  | 58 | 46 | +12  |                                                                          |
| 7    | Alondras C. F.          | 52   | 34 | 14 | 10 | 10 | 44 | 40 | +4   |                                                                          |
| 8    | Polvorín F. C.          | 45   | 34 | 12 | 9  | 13 | 43 | 45 | −2   |                                                                          |
| 9    | C. D. Boiro             | 44   | 34 | 11 | 11 | 12 | 40 | 39 | +1   |                                                                          |
| 10   | U. D. Somozas           | 40   | 34 | 10 | 10 | 14 | 36 | 43 | −7   |                                                                          |
| 11   | R. C. Celta C-Gran Peña | 40   | 34 | 9  | 13 | 12 | 44 | 51 | −7   |                                                                          |
| 12   | Viveiro C. F.           | 39   | 34 | 11 | 6  | 17 | 47 | 52 | −5   |                                                                          |
| 13   | Silva S. D.             | 39   | 34 | 9  | 12 | 13 | 40 | 48 | −8   |                                                                          |
| 14   | Club Atlético Arteixo   | 38   | 34 | 9  | 11 | 14 | 40 | 42 | −2   |                                                                          |
| 15   | U. D. Barbadás          | 37   | 34 | 10 | 7  | 17 | 29 | 45 | −16  |                                                                          |
| 16   | C. D. Valladares (D)    | 37   | 34 | 8  | 13 | 13 | 33 | 52 | −19  | Descenso a Preferente Galicia                                            |
| 17   | Villalonga F. C. (D)    | 36   | 34 | 10 | 6  | 18 | 32 | 51 | −19  | Descenso a Preferente Galicia                                            |
| 18   | Betanzos C. F. (D)      | 25   | 34 | 6  | 7  | 21 | 29 | 51 | −22  | Descenso a Preferente Galicia                                            |

Actualizado a los partidos jugados el 11 de mayo de 2025.
 Fuente: BeSoccer

## Resultados
| Local \ Visitante       | ALO | ARO | ATL | BAR | BET | BOI | EST | GRA | NOI | OUR | POL | RAC | SAR | SIL | SOM | VAL | VIL | VIV |
| ----------------------- | --- | --- | --- | --- | --- | --- | --- | --- | --- | --- | --- | --- | --- | --- | --- | --- | --- | --- |
| Alondras C. F.          | —   | 2–0 | 0–0 | 2–0 | 0–2 | 1–1 | 0–2 | 0–0 | 0–0 | 0–4 | 3–2 | 0–0 | 2–1 | 3–1 | 1–1 | 2–3 | 2–1 | 4–0 |
| Arosa S. C.             | 3–3 | —   | 3–3 | 1–2 | 2–1 | 1–1 | 1–0 | 2–2 | 0–2 | 0–0 | 3–0 | 1–1 | 0–1 | 2–2 | 1–2 | 3–0 | 1–2 | 3–2 |
| Club Atlético Arteixo   | 2–1 | 3–5 | —   | 1–1 | 3–1 | 1–1 | 0–2 | 1–1 | 1–1 | 0–1 | 1–0 | 0–2 | 4–2 | 1–0 | 1–1 | 1–0 | 0–0 | 0–1 |
| U. D. Barbadás          | 1–2 | 1–2 | 3–2 | —   | 2–0 | 0–1 | 0–2 | 2–0 | 0–1 | 0–1 | 0–1 | 0–2 | 0–0 | 2–1 | 1–0 | 2–1 | 2–0 | 1–0 |
| Betanzos C. F.          | 0–1 | 2–3 | 3–1 | 0–1 | —   | 0–2 | 0–1 | 2–1 | 1–2 | 1–0 | 0–0 | 0–3 | 2–3 | 1–2 | 0–1 | 0–0 | 1–1 | 0–2 |
| C. D. Boiro             | 0–0 | 1–1 | 1–6 | 2–1 | 1–2 | —   | 0–1 | 2–1 | 0–0 | 0–1 | 5–0 | 0–0 | 0–2 | 4–2 | 0–0 | 3–0 | 0–0 | 2–1 |
| C. D. Estradense        | 0–1 | 1–2 | 2–1 | 4–2 | 2–1 | 2–1 | —   | 2–2 | 0–0 | 0–2 | 2–1 | 4–1 | 1–2 | 0–0 | 3–1 | 2–0 | 1–0 | 2–0 |
| R. C. Celta C-Gran Peña | 2–1 | 1–2 | 2–1 | 0–0 | 3–1 | 5–2 | 0–1 | —   | 3–3 | 1–1 | 3–2 | 1–2 | 1–3 | 0–3 | 0–4 | 1–1 | 3–1 | 5–4 |
| C. F. Noia              | 1–2 | 0–0 | 1–0 | 1–1 | 0–0 | 0–0 | 2–2 | 2–1 | —   | 1–2 | 1–0 | 2–0 | 2–1 | 4–1 | 2–1 | 0–0 | 2–0 | 2–3 |
| U. D. Ourense           | 2–0 | 2–0 | 0–0 | 1–0 | 1–1 | 4–3 | 3–1 | 2–0 | 2–0 | —   | 3–2 | 2–1 | 0–0 | 1–0 | 0–0 | 3–1 | 2–0 | 2–1 |
| Polvorín F. C.          | 2–2 | 2–3 | 2–1 | 2–0 | 0–0 | 2–0 | 1–3 | 2–0 | 1–0 | 2–2 | —   | 0–0 | 0–2 | 1–1 | 2–1 | 1–1 | 1–0 | 1–0 |
| Racing Villalbés        | 1–0 | 0–1 | 1–0 | 0–0 | 3–1 | 1–0 | 2–1 | 0–0 | 0–1 | 1–1 | 1–0 | —   | 0–3 | 2–0 | 0–1 | 4–1 | 2–0 | 1–1 |
| S. D. Sarriana          | 1–2 | 4–1 | 2–2 | 5–0 | 2–0 | 0–3 | 3–2 | 1–3 | 1–3 | 1–0 | 0–4 | 0–1 | —   | 4–2 | 5–0 | 3–0 | 1–2 | 3–1 |
| Silva S. D.             | 1–1 | 1–1 | 0–2 | 2–2 | 3–2 | 3–1 | 0–0 | 0–0 | 2–2 | 1–1 | 1–0 | 1–2 | 1–1 | —   | 0–0 | 2–1 | 4–0 | 0–2 |
| U. D. Somozas           | 0–2 | 1–4 | 1–0 | 4–1 | 1–1 | 0–2 | 2–0 | 0–1 | 2–2 | 0–0 | 1–2 | 1–3 | 2–3 | 0–1 | —   | 1–1 | 1–2 | 1–1 |
| C. D. Valladares        | 2–0 | 0–4 | 1–0 | 1–1 | 1–0 | 0–0 | 1–1 | 0–0 | 2–1 | 0–4 | 3–3 | 1–1 | 2–2 | 3–1 | 1–2 | —   | 1–2 | 0–0 |
| Villalonga F. C.        | 2–1 | 0–2 | 0–1 | 1–0 | 0–3 | 1–0 | 2–1 | 1–1 | 2–0 | 1–3 | 1–1 | 2–2 | 2–3 | 0–1 | 0–1 | 0–1 | —   | 4–2 |
| Viveiro C. F.           | 2–3 | 1–0 | 0–0 | 2–0 | 3–0 | 0–1 | 3–4 | 0–0 | 0–1 | 1–1 | 1–3 | 2–0 | 3–1 | 2–0 | 0–2 | 2–3 | 4–2 | —   |

## Play Off de Ascenso a Segunda Federación
Quien gane en este cuadro, accederá a la 3a Ronda de la promoción de Ascenso.
|  | Cuartos                                                 | Cuartos                                                 | Cuartos                                                 | Cuartos                                                 | Cuartos                                                 |   |     | Semifinales                                          | Semifinales                                          | Semifinales                                          | Semifinales                                          | Semifinales                                          |  |
|  | 17-18 de mayo de 2025 (ida) 25 de mayo de 2025 (vuelta) | 17-18 de mayo de 2025 (ida) 25 de mayo de 2025 (vuelta) | 17-18 de mayo de 2025 (ida) 25 de mayo de 2025 (vuelta) | 17-18 de mayo de 2025 (ida) 25 de mayo de 2025 (vuelta) | 17-18 de mayo de 2025 (ida) 25 de mayo de 2025 (vuelta) |   |     | 1 de junio de 2025 (ida) 7 de junio de 2025 (vuelta) | 1 de junio de 2025 (ida) 7 de junio de 2025 (vuelta) | 1 de junio de 2025 (ida) 7 de junio de 2025 (vuelta) | 1 de junio de 2025 (ida) 7 de junio de 2025 (vuelta) | 1 de junio de 2025 (ida) 7 de junio de 2025 (vuelta) |  |
|  |                                                         |                                                         |                                                         |                                                         |                                                         |   |     |                                                      |                                                      |                                                      |                                                      |                                                      |  |
|  |                                                         |                                                         |                                                         |                                                         |                                                         |   |     |                                                      |                                                      |                                                      |                                                      |                                                      |  |
|  | 4.º                                                     | Racing Villalbés                                        | 0                                                       | 1                                                       | 1                                                       |   |     |                                                      |                                                      |                                                      |                                                      |                                                      |  |
|  | 4.º                                                     | Racing Villalbés                                        | 0                                                       | 1                                                       | 1                                                       |   |     |                                                      |                                                      |                                                      |                                                      |                                                      |  |
|  | 3.º                                                     | S. D. Sarriana                                          | 1                                                       | 0                                                       | 1                                                       |   |     |                                                      |                                                      |                                                      |                                                      |                                                      |  |
|  | 3.º                                                     | S. D. Sarriana                                          | 1                                                       | 0                                                       | 1                                                       |   | 3.º | S. D. Sarriana                                       | 2                                                    | 2                                                    | 4                                                    |                                                      |  |
|  |                                                         |                                                         |                                                         |                                                         |                                                         |   | 3.º | S. D. Sarriana                                       | 2                                                    | 2                                                    | 4                                                    |                                                      |  |
|  |                                                         |                                                         | 2.º                                                     | C. D. Estradense                                        | 0                                                       | 0 | 0   |                                                      |                                                      |                                                      |                                                      |                                                      |  |
|  | 5.º                                                     | C. F. Noia                                              | 2.º                                                     | C. D. Estradense                                        | 0                                                       | 0 | 0   | 1                                                    | 0                                                    | 1                                                    |                                                      |                                                      |  |
|  | 5.º                                                     | C. F. Noia                                              |                                                         |                                                         |                                                         |   |     | 1                                                    | 0                                                    | 1                                                    |                                                      |                                                      |  |
|  | 2.º                                                     | C. D. Estradense                                        | 1                                                       | 2                                                       | 3                                                       |   |     |                                                      |                                                      |                                                      |                                                      |                                                      |  |
|  | 2.º                                                     | C. D. Estradense                                        | 1                                                       | 2                                                       | 3                                                       |   |     |                                                      |                                                      |                                                      |                                                      |                                                      |  |
|  |                                                         |                                                         |                                                         |                                                         |                                                         |   |     |                                                      |                                                      |                                                      |                                                      |                                                      |  |

## Clasificado a la Copa del Rey
| Bandera de Galicia |
| U. D. Ourense      |
| 1º Puesto          |

Nota: Hay posibilidad de que el subcampeón se clasifique a la Copa del Rey si no es un equipo filial.